# Hlubinná psychologie
Hlubinná psychologie je soubor psychologických směrů, které však mají jedno společné: snaží se za běžnými projevy našeho prožívání, usilování a jednání najít hlubší vrstvu skrytě působících činitelů, které ovlivňují naše vnější projevy. Těmito činiteli mohou být dřívější zážitky, které jsme si nechtěli připustit a potlačili je. Zejména v dětství může být potlačování takových citů a pohnutek časté (např. ze strachu dítěte, že ztratí lásku rodičů a bude jimi odmítnuto).
Potlačování projevů citů či pohnutek si na nás mohou vynucovat také v dospělosti společenské zvyklosti nebo politické poměry. Tento soubor psychologických směrů odvozuje svůj původ od rakouského psychologa Sigmunda Freuda. Vychází z klasické psychoanalýzy, analytické psychologie, individuální psychologie a neopsychoanalýzy. Pro vývoj psychologie měla hlubinná psychologie velký význam. Mezi nejvýznamnější představitele hlubinné psychologie patří Sigmund Freud, Carl Gustav Jung a Alfred Adler.
Do hlubinné psychologie spadá více psychologických směrů.

## Psychoanalýza
Psychoanalýzu založil Sigmund Freud (1856-1939), který zkoumal vztah mezi minulými zkušenostmi člověka a jeho současnými problémy (upozorňuje tím na vliv nevědomí na chování člověka). Vyvinul také psychoterapeutickou metodu psychoanalýzy = léčebné metody, která má za úkol odstranit psychické poruchy, zejména neurózy. Vychází z toho, že psychika pracuje s konstantní energií - musí dojít k jejímu vybití přirozenou cestou - pokud tak není učiněno, vznikají traumata, která je třeba léčit. Podstatou psychoanalýzy je převedení těchto traumat z nevědomí do vědomí. Probíhá přirozenou formou na základě řízeného dialogu pacienta s psychoanalytikem. Podle Freuda je člověk vystaven pudům jako základním determinantům svého chování a to zejména pudu sexuálnímu, agresivnímu či pudu sebezáchovy. Dále tvrdil, že nevědomí má klíčový vliv na naše chování. Mezi důležité ukazatele nevědomých procesů patří sen, tzv. freudovské přeřeknutí, vtip a tzv. chybné úkony. Freud definoval jeden z prvních modelů struktury osobnosti: ego (vědomé já) filtruje požadavky id (pudové části osobnosti) a superega (nadjá, morálka a svědomí získaného výchovou). Zabýval se také teorií snů - do nich podle Freuda člověk promítá své neukojené touhy a přání, protože je oslabena cenzura ega vůči id.

## Analytická psychologie
Analytickou psychologii založil Carl Gustav Jung (1875-1961), když vytvořil teorii o kolektivním nevědomí lidstva, jež je souborem tzv. archetypů (archetypy jsou předobrazy jsou chápány jako univerzální symboly a podklady, ze kterých se vytvořila naše kultura). Je dále autorem bipolární typologie temperamentu, vycházející ze vztahu jedince k okolí (introverze x extraverze). Odklonil se také částečně od Freudovy teorie pudů a materialismu.